# Tethysbaena tinima
Tethysbaena tinima är en kräftdjursart som beskrevs av H. P. Wagner 1994. Tethysbaena tinima ingår i släktet Tethysbaena och familjen Monodellidae. Inga underarter finns listade i Catalogue of Life.